# The Look of Love (album)
The Look of Love – szósty album kanadyjskiej pianistki i wokalistki jazzowej Diany Krall, mieszkającej w USA. Płyta wydana została we wrześniu 2001.

## Lista utworów
1. „'S Wonderful” 4:29
2. „Love Letters” 4:56
3. „I Remember You” 3:56
4. „Cry Me a River” 5:03
5. „Besame Mucho” 6:40
6. „The Night We Called It a Day” 5:42
7. „Dancing in the Dark” 5:48
8. „I Get Along Without You Very Well” 3:44
9. „The Look of Love” 4:41
10. „Maybe You’ll Be There” 5:31

## Twórcy
- Diana Krall – fortepian, wokal
- Dori Caymmi – gitara
- Romero Lubambo – gitara
- Russell Malone – gitara
- John Pisano – gitara
- Luis Conte – instrumenty perkusyjne
- Paulinho Da Costa – nstrumenty perkusyjne
- Peter Erskine – perkusja
- Jeff Hamilton – perkusja
- Christian McBride – kontrabas
- London Symphony Orchestra
- Claus Ogerman – aranżacja